# My Home
My Home è il primo album in studio del gruppo musicale italiano Les Bijoux, pubblicato nel 1988.

## Descrizione
Il disco è stato registrato e missato allo WestLink Recording Studio ed è stato pubblicato da Leading Zone Records in formato LP, in un'unica edizione, nel 1988 con numero di catalogo LZR L099.

## Tracce
1. One Year Away – 4:35 (Les Bijoux)
2. Stormy Weather – 3:03 (Les Bijoux)
3. Come On – 2:08 (Chuck Berry)
4. Straight to the Heart – 3:26 (Les Bijoux)
5. Western Movie – 1:55 (Les Bijoux)
6. My Home – 2:44 (Les Bijoux)
7. I am a Loser – 2:36 (Lennon - McCartney)
8. Everything Goes Wrong – 2:03 (Les Bijoux)
9. Kind of Girl – 2:30 (Les Bijoux)
10. Hidin'Myself – 2:25 (Les Bijoux)
11. Gulf of Time – 3:54 (Les Bijoux)

## Crediti

### Formazione
- Bobo Rondelli - voce, chitarra
- Alessandro Minuti - basso, voce
- Sergio Adami - batteria, vibrafono

### Personale tecnico
- Alessandro Paolucci - tecnologia del suono
- Alessandro Sportelli - produzione discografica, tecnologia del suono
- Giuseppe Adami - fotografia

## Edizioni
- 1988 - My Home (Leading Zone Records, LZR L099, LP)